# Dekstrometorfan
Dekstrometorfan (DXM ili DM) je antitusivni lek (supresant kašlja). On je jedan od aktivnih sastojaka mnogih na-slobodno lekova za prehladu i kašalj, kao što su Robitusin, NyQuil, Dimetap, Vicks, Koricidin, Tusin, Delsim, i drugih, što obuhvata generičke lekove. Dekstrometorfan ima i niz drugih medicinskih primena, od olakšavanja bola do psiholoških primena. On se prodaje u obliku sirupa, tableta, sprejeva, i bombona za grlo. U čistom obliku, dekstrometorfan je beli prah.
DXM takođe ima rekreacionu primenu. U dozama koje prekoračuju dozvoljene maksimalne doze, dekstrometorfan deluje kao disocijativni halucinogen. Njegov mehanizam akcije se ispoljava putem višestrukih efekata, koji obuhvataju neselektivnu inhibiciju preuzimanja serotonina, agonizam sigma-1 receptora, i dejstvo njegovog glavnog metabolita dekstrorfana kao antagonist NMDA receptora, što proizvodi efekte slične kontrolisanim supstancama: ketamin i fenciklidin (PCP), kao i aktivnog metabolita 3-metoksimorfinana koji proizvodi anestetičke efekte kod pacova sa potencijom većom od dekstrorfana a manjom od dekstrometorfana.

## Nuspojave
Nuspojave dekstrometorfana obuhvataju:
U normalnim dozama
- Sindrom iznenadne smrti odojčeta[9]
- telesni osip/svrab
- mučnina
- somnolencija
- vrtoglavica
- halucinacija zatvorenih očiju
- otežano disanje

U dozama 12.5 do 75 puta preporučena terapeutska doza
- halucinacije
- distanciranje
- povraćanje
- zamagljen vid
- midrijaza
- znojenje
- groznica
- bruksizam
- hipertenzija
- kratak dah
- dijareja
- urinarna retencija

Dekstrometorfan takođe može da prouzrokuje druge gastrointestinalne poremećaje. Za dekstrometorfan se mislilo da izaziva neurotoksičnost antagonista NMDA receptora kad se dozira intravenski, međutim to nije bilo potvrđeno, delom kao posledica nedovoljnog obima istraživanja na ljudima. Testovi su izvršeni na pacovima, koji su dozirani sa 50 mg i više svaki dan u trajanja do jednog meseca. Neurotoksične promene, kao što je vacuolacija, su zapažene u posteriornom cingulatu i retrosplenijalnim korteksima pacova tretiranih sa drugim NMDA antagonistima, kao što je PCP, ali ne sa dekstrometorfanom. U nekim retkim dokumentovanim slučajevima, dekstrometorfan je proizveo psihološku zavisnost kod nekih ljudi koji su ga koristili recreaciono. Međutim, on ne proizvodi fizičku adikciju, prema  komitetu za zavisnost lekova.

## Literatura
1. ↑  Kukanich, B.; Papich, M. G. (2004). „Plasma profile and pharmacokinetics of dextromethorphan after intravenous and oral administration in healthy dogs”. Journal of Veterinary Pharmacology and Therapeutics. 27 (5): 337—41. PMID 15500572. doi:10.1111/j.1365-2885.2004.00608.x.
2. ↑  „Reference Tables: Description and Solubility - D”. Архивирано из оригинала 04. 07. 2017. г. Приступљено 6. 5. 2011.
3. ↑  Schwartz AR, Pizon AF, Brooks DE (2008). „Dextromethorphan-induced serotonin syndrome”. Clinical Toxicology (Philadelphia, Pa.). 46 (8): 771—3. PMID 19238739.
4. ↑  Shin EJ, Nah SY, Chae JS, Bing G, Shin SW, Yen TP, Baek IH, Kim WK, Maurice T, Nabeshima T, Kim HC (2007). „Dextromethorphan attenuates trimethyltin-induced neurotoxicity via sigma1 receptor activation in rats”. Neurochemistry International. 50 (6): 791—9. PMID 17386960. doi:10.1016/j.neuint.2007.01.008. Приступљено 6. 5. 2011.
5. ↑  Shin EJ, Nah SY, Kim WK, Ko KH, Jhoo WK, Lim YK, Cha JY, Chen CF, Kim HC (2005). „The dextromethorphan analog dimemorfan attenuates kainate-induced seizures via sigma1 receptor activation: comparison with the effects of dextromethorphan”. British Journal of Pharmacology. 144 (7): 908—18. PMC 1576070 . PMID 15723099. doi:10.1038/sj.bjp.0705998. Приступљено 6. 5. 2011.
6. ↑  „Dextromethorphan”. Drugs and Chemicals of Concern. Drug Enforcement Administration. 2010. Архивирано из оригинала 21. 07. 2011. г. Приступљено 06. 05. 2011.
7. ↑  Hou, C; Tzeng, J; Chen, Y; Lin, C; Lin, M; Tu, C; Wang, J (2006). „Dextromethorphan, 3-methoxymorphinan, and dextrorphan have local anaesthetic effect on sciatic nerve blockade in rats”. European Journal of Pharmacology. 544 (1-3): 10—6. PMID 16844109. doi:10.1016/j.ejphar.2006.06.013.
8. ↑  „Dextromethorphan”. NHTSA. Архивирано из оригинала 12. 04. 2010. г. Приступљено 02. 06. 2011.
9. ↑  „Child deaths lead to FDA hearing on cough, cold meds - CNN.com”. CNN. 17. 10. 2007. Архивирано из оригинала 23. 02. 2015. г. Приступљено 02. 06. 2011.
10. ↑  Olney, J.; Labruyere, J; Price, M. (1989). „Pathological changes induced in cerebrocortical neurons by phencyclidine and related drugs”. Science. 244 (4910): 1360—2. PMID 2660263. doi:10.1126/science.2660263.
11. ↑  Carliss, R; Radovsky, A; Chengelis, C; Oneill, T; Shuey, D (2007). „Oral administration of dextromethorphan does not produce neuronal vacuolation in the rat brain”. NeuroToxicology. 28 (4): 813—8. PMID 17573115. doi:10.1016/j.neuro.2007.03.009.
12. ↑  WHO Expert Committee on Drug Dependence (1970). „Seventeenth Report” (PDF). World Health Organization. Архивирано из оригинала (PDF) 18. 10. 2009. г. Приступљено 29. 12. 2008.

## Spoljašnje veze
- Dekstrometorfan
- Nuedeksta

|  | Molimo Vas, obratite pažnju na važno upozorenje u vezi sa temama iz oblasti medicine (zdravlja). |